# ويل كراتشفيلد
ويل كراتشفيلد (بالإنجليزية: Will Crutchfield)‏ هو عازف بيانو وصحفي أمريكي، ولد في 1957.